# 提里斯-宰穆爾省
提里斯-宰穆爾省（阿拉伯语：‎）是毛里塔尼亞最北部的一個省份，西鄰西撒哈拉，東鄰阿爾及利亞和馬里。面積252,900平方公里，2000年估計人口41,000人。首府祖埃拉特。
下分3區。